# Radesforder Au
El Radesforder Au és un riu d'uns dotze quilòmetre al districte de Segeberg a Slesvig-Holstein (Alemanya). Naix al municipi de Wahlstedt. A Heidmühlen al bosc de Segeberg (Segeberger Forst) conflueix amb el Rothenmühlenau i forma l'Osterau poc abans l'antic molí d'aigua.
El 2014 s'hi van reconstruir uns meandres nous, que en alentir el cabal, han de servir per acollir i fer sedimentar la sorra abans que passi a l'Osterau. Al mateix moment es van crear ribes més naturals amb vegetació diversa i boscs de ribera de verns.